# Colonias del Estrecho
Las colonias del Estrecho (en inglés y oficialmente Straits Settlements) eran unos territorios británicos en el sudeste asiático, que se crearon en el año 1826 como parte de los territorios controlados por la Compañía Británica de las Indias Orientales. A partir del 1 de abril de 1867 quedaron bajo control directo de las autoridades británicas.
Consistían en varias asentamientos situados en Malaca, Penang, Dinding y Singapur, todos ellos en la península de Malaca, y desde 1907 también Labuán, ubicado al norte de la isla de Borneo.
Fueron disueltas el 1 de abril de 1946 debido a la reorganización británica de sus dependencias en el sudeste asiático después de la Segunda Guerra Mundial. Con la excepción de Singapur, estos territorios actualmente forman parte de Malasia.